# فارزيا باوليستا
فارزيا باوليستا هي مدينة، وبلدية في البرازيل، تتبع ساو باولو، بلغ عدد سكانها 92٬800  نسمة، في 2000، تبلغ مساحتها 34٫627 كيلومتر مربع.

## الموقع
تشترك في الحدود مع:
- كامبو ليمبو باوليستا
- جوندياي.